# Wachtang VI.

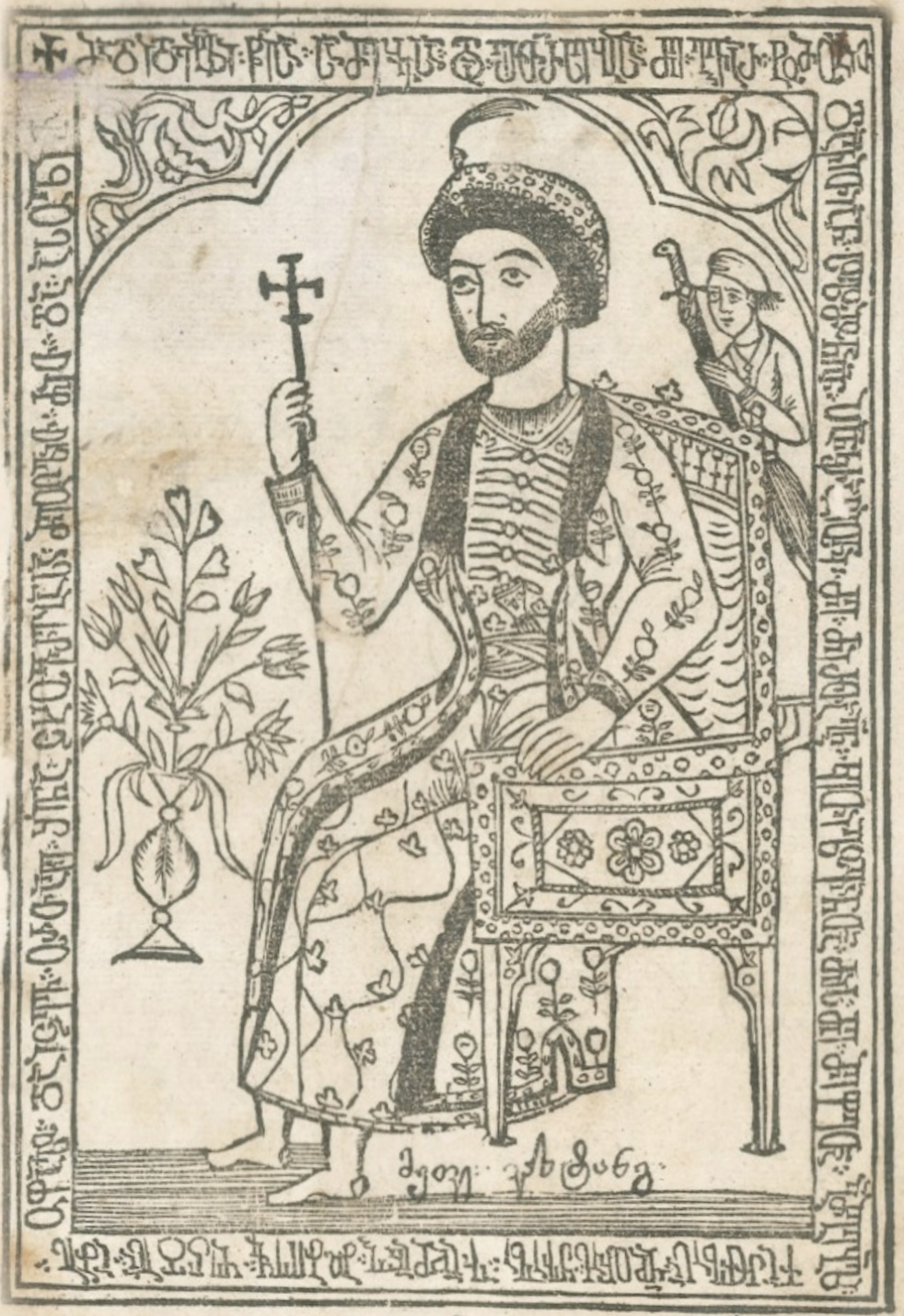
Wachtang VI, 1709.

Wachtang VI. (georgisch ვახტანგ VI, persisch Hussein Kuli Khan; * 15. September 1675; † 27. März 1737 in Astrachan) war ein georgischer König unter persischer Herrschaft. Er herrschte mit Unterbrechungen von 1711 bis 1723 und profilierte sich vor allem als Wissenschaftler und Dichter.

## Leben
Bereits 1703 bis 1711 war Wachtang Statthalter Kartli-Georgiens für die Könige Giorgi XI. (1703/09) und Kaichosrau (1709/11), die als persische Gouverneure nach Kandahar in Afghanistan gehen mussten und dort im Kampf gegen die aufständischen Afghanen fielen. Bereits in diesem Amt führte Wachtang umfangreiche Reformen im Königreich Kartli durch.
1711 wurde Wachtang von den Persern zum König Georgiens ernannt. Nach langen Kriegsjahren stellte er wieder eine gewisse Ordnung im Lande her und einte die Provinzen. Straßen, Brücken und Kanäle wurden gebaut, das Münzwesen verbessert, Handel und Handwerk gestärkt. Außenpolitisch bemühte er sich lange Jahre um eine Annäherung an westliche Monarchien, vor allem an Frankreich (s. Sulchan-Saba Orbeliani), später auch an Russland.

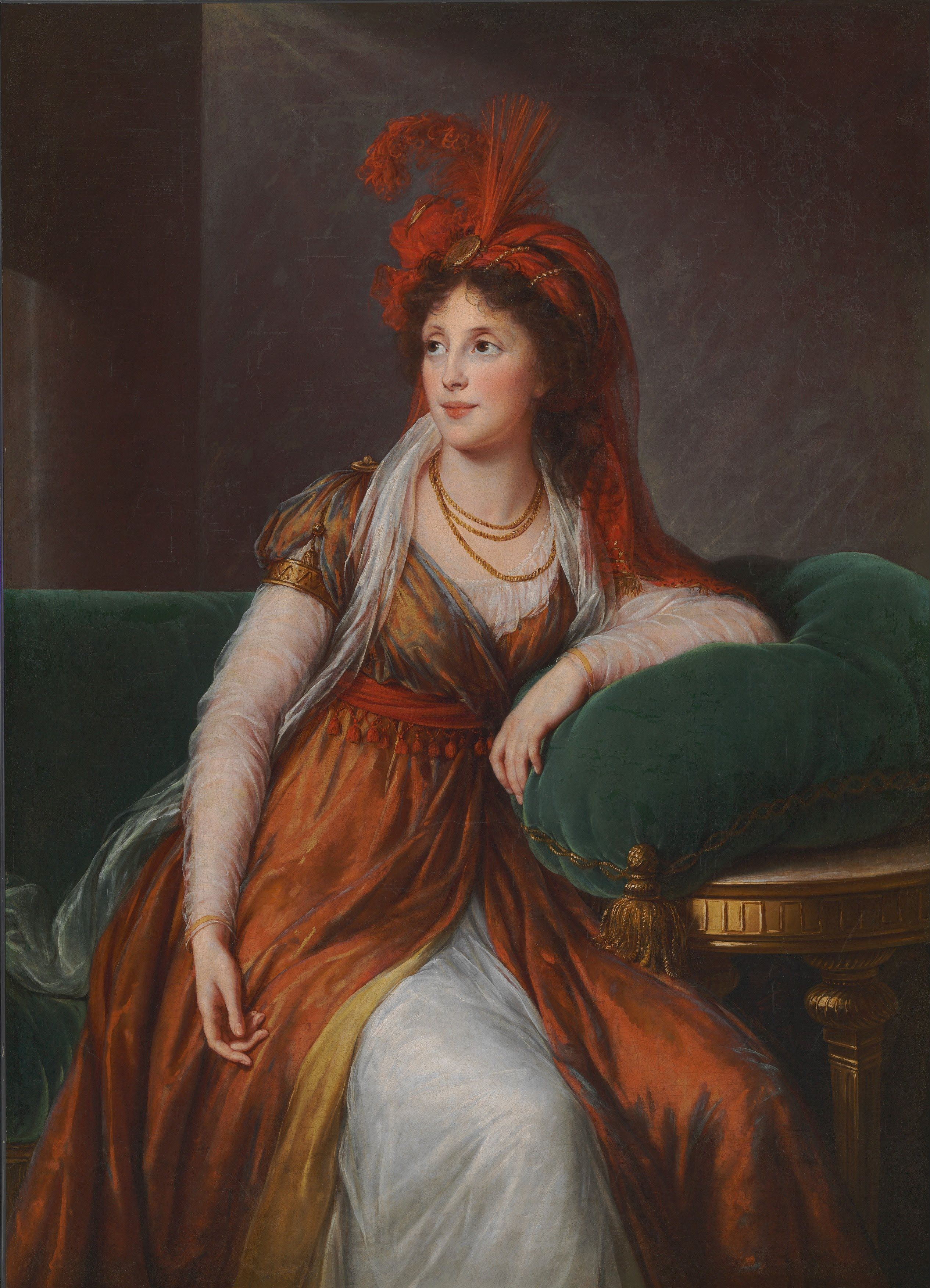
Anna Gruzinski, Enkelin von Wachtang VI. 1797, Élisabeth Vigée-Lebrun

Wachtang VI. unterhielt von Anfang an enge Beziehungen mit den damals in Kartli tätigen Kapuziner-Missionaren. Das ist jedoch auch nicht erstaunlich, denn bereits sein Onkel Giorgi XI. und sein Erzieher Sulchan-Saba Orbeliani waren Konvertiten und setzten sich massiv für die Allianz mit den absolutistischen europäischen Monarchen ein (Orbeliani war bereits seit 1713 auf Wachtangs Betreiben hin unterwegs bei Clemens XI. und Ludwig XIV.). Mit der Unterstützung der Kapuziner konnte Wachtang 1709 die erste Druckerei in Tiflis gründen, die er danach für seine rege literarisch-gesetzgeberische Tätigkeit nützen konnte. Seine Annäherung an die Katholische Kirche durch die Missionare führte – wohl in der Zeit der Gefangenschaft in Persien um 1716 – zu seiner Annahme des katholischen Glaubens, was allerdings "wegen des Verrats in meiner Umgebung" im Geheimen blieb. Davon berichtet Wachtang VI. selbst in seinen bekannten Briefen an Innozenz XIII. und Kaiser Karl VI. vom 29. November 1722, wo er um die politische, aber auch um die kirchliche Unterstützung bat. Die erwünschte Hilfe blieb letztlich aus.
Wachtang VI. war Verfasser und Herausgeber zahlreicher historischer Abhandlungen. Im Kodex des Wachtang legte er eine Anzahl von Straf- und Zivilgesetzen fest. 1709 führte er die erste Druckerei in Georgien ein. Zur 1712 gedruckten Ausgabe des Recken im Tigerfell schrieb er einen umfangreichen Kommentar, ließ das erste georgische Wörterbuch und die Fabeln von La Fontaine verlegen. Junge Georgier sandte er zum Medizinstudium nach Moskau und Sankt Petersburg.
1723 wurde Wachtang als König abgesetzt und emigrierte nach Russland. Er lebte bis 1735 im Moskauer Exil, zog dann nach Astrachan an der Wolga, wo er starb und bis heute in einer russisch-orthodoxen Kirche begraben liegt. Sein Leibarzt war ab dem Jahr 1732 Gottlob Schober (1672–1739). Georgiens Regierung bemüht sich um eine Überführung der sterblichen Überreste des Königs nach Tiflis.

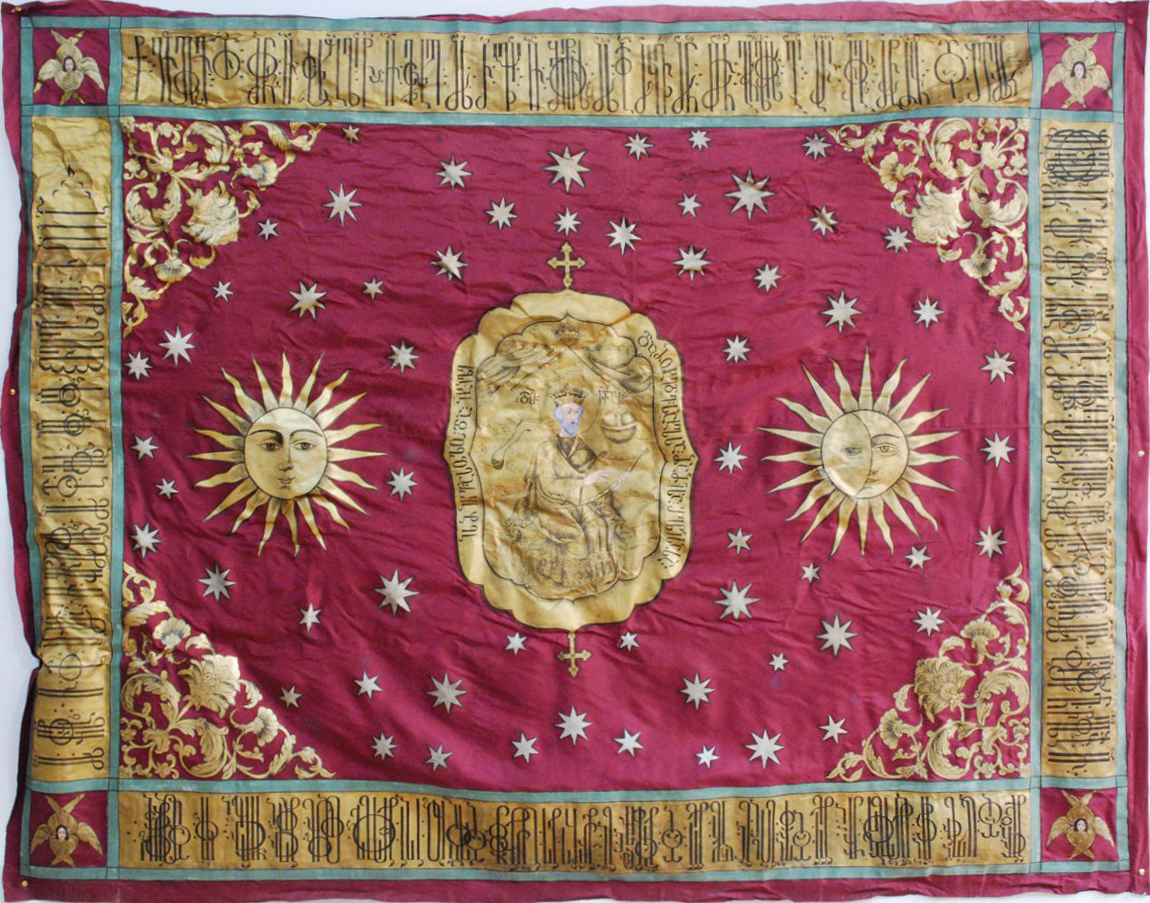
Flagge Wachtang VI.

## Schriften
- Wachtang VI.: Histoire ancienne, jusqu'en 1469 de J.-C. S.-Pétersbourg, Eggers & Co.; Leipzig, Voss, 1849–51
- Wachtang VI.: Istoriebri a·g.cera ·girstha hsomisa semthhweulebatha Sakharthwelosa s'a a·g.ceritha zneobatha da cveulebatha … thhzuli … Gamoc. Tiflis, Kiladze, 1914